# 100% Wolf
100% Wolf és una pel·lícula de comèdia fantàstica i d'aventures animada per ordinador. Estrenada el 2020, està dirigida per Alexs Stadermann i produïda per Alexia Gates-Foale i Barbara Stephen. Està adaptat de la novel·la homònima de Jayne Lyons del 2009. S'ha doblat i subtitulat al català.
100% Wolf va recaptar un total de 7,7 milions de dòlars a tot el món. A Rotten Tomatoes, la pel·lícula té un índex d'aprovació del 67% basat en les ressenyes de quinze crítics. El 28 de desembre de 2020 es va estrenar una sèrie de televisió derivada de 26 episodis, 100% Wolf: Legend of the Moonstone, al canal australià ABC Me.

## Argument
Freddy Lupin és el jove hereu d'un ramat d'homes llop que fa anys que protegeix el seu poble. Quan intenta seguir la família durant una patrulla nocturna utilitzant una Pedra Lunar màgica, exposa inadvertidament l'existència dels homes llop a un humà i provoca tota mena de problemes que posaran en perill la vida de la seva manada i la d'ell mateix.